# 우작
우작(튀르키예어: Uzak)은 누리 빌게 제일란(튀르키예어: Nuri Bilge Ceylan)이 감독한 2002년작 터키 영화이다. 제목인 튀르키예어 '우자크(Uzak)'는 형용사로 '멀리 떨어진, 무관한, 동떨어진'이라는 뜻이다.

## 플롯
직장을 잃은 청년 공장 노동자 유수프(에민 토프라크 분)는 새 직업을 얻을 때까지 친척 마흐무트(무자페르 외즈데미르 분)의 집에 머물기 위해 이스탄불로 간다. 유수프는 글을 읽을 줄 모르고 교육도 못 받은데다 촌스러운 반면, 마흐무트는 부유하고 지적인 사진가이다. 둘은 별로 사이좋게 지내지 못한다. 유수프는 곧 선원이 될 수 있을 것이라 생각했지만, 일은 없었고, 무기력에 빠진다. 한편 마흐무트는 돈 걱정이 없음에도 무기력하기는 마찬가지다. 마흐무트가 하고 있는 일은 타일 사진을 찍는 것으로, 지루하고 별로 예술성도 없다. 또 그는 전 부인이나 애인에게도 거의 감정 표현을 하지 못한다. 유수프와 함께 있을 때 마흐무트는 타르콥스키 같은 지적인 감독의 영화를 즐기는 척하지만 유수프가 방을 나가자마자 포르노 채널을 보기 시작한다.
마흐무트는 유수프와 친해지려 노력하고, 아름다운 시골 풍경을 찍으며 예술에 대한 흥미를 다시 돋우어 보려고 하지만, 이런 시도는 모두 실패로 돌아간다. 영화의 끝 무렵에서 유수프는 마흐무트에게 말하지 않고 떠나는데, 마흐무트는 도크 곁에 앉아 자신의 배를 바라본다.

## 에민 토프라크의 죽음
이 작품에서 주연을 맡은 배우 에민 토프라크는 작품이 완성되고 나서 얼마 되지 않아 자동차 사고로 사망(2002년 사망 당시 28세)하였다.

## 수상
우작은 17개의 영화상을 받았으며, 2개의 상에 추천되었다. 수상한 상 중에는 2003년 칸 영화제 심사위원대상과 남우주연상(외즈데미르와 토프라크 모두에게 상이 돌아감)이 있다. 토프라크는 2002년 사망하였으므로 본인이 직접 받지는 못하였다.

## 배우
- 무자페르 외즈데미르(튀르키예어: Muzaffer Özdemir) - 마흐무트 역
- 에민 토프라크(튀르키예어: Emin Toprak) - 유수프 역
- 주할 겐제르(튀르키예어: Zuhal Gencer) - 나잔 역
- 나잔 크를므쉬(튀르키예어: Nazan Kırılmış) - 마흐무트의 애인 역
- 페리둔 코츠(튀르키예어: Feridun Koç) - 관리인 역
- 파트마 제일란(튀르키예어: Fatma Ceylan) - 어머니 역